# حارة 22-مايو (زنجبار)
22-مايو هي إحدى حارات حي ناجي بمدينة زنجبار التابعة لمحافظة أبين، بلغ تعداد سكانها 1290 نسمة حسب تعداد اليمن لعام 2004.